# Filippo Fortin
Filippo Fortin (Venezia, 1º febbraio 1989) è un ciclista su strada italiano che corre per il team Solution Tech Vini Fantini. Ha caratteristiche di velocista, ed è professionista dal 2012.

## Palmarès

### Strada
- 2007 (Juniores)

Trofeo San Benedetto
Circuito Dell' Adige
1ª tappa, 1ª semitappa Giro del Friuli Juniors
Trofeo Calzaturificio Gritti
- 2010 (Trevigiani Dynamon Bottoli)[1]

Coppa Caduti Busca tesi
Circuito Casalnoceto
- 2011 (Trevigiani Dynamon Bottoli)[2]

4ª tappa Vuelta a Chile (Copiapó > Copiapó, con la Nazionale italiana)
Circuito di Sant'Urbano
Giro dei Tre Ponti
Gran Premio di Roncolevà
Notturna di Piombino Dese
Memorial Denis Zanette e Daniele Del Ben
Circuito Città di San Donà
Circuito dell'Assunta
Gran Premio Fiera del Riso
Coppa San Vito
Coppa Mobilio Ponsacco (cronometro)
Coppa Mobilio Ponsacco (in linea)
- 2015 (GM Cycling Team, una vittoria)

1ª tappa Okolo Slovenska (Šahy > Telgárt)
- 2016 (GM Europa Ovini, quattro vittorie)

Grand Prix Adria Mobil
Belgrado-Banja Luka II
1ª tappa Tour de Serbie (Belgrado > Loznica)
5ª tappa Tour de Serbie (Sokobanja > Vrnjačka Banja)
- 2017 (Tirol Cycling Team, cinque vittorie)

Grand Prix Izola
1ª tappa CCC Tour-Grody Piastowskie (Złotoryja > Jawor)
Berner Rundfahrt
1ª tappa Flèche du Sud (Rédange > Rédange)
2ª tappa Oberösterreichrundfahrt (Wels > Obernberg am Inn)
- 2018 (Team Felbermayr Simplon Wels, sei vittorie)

Grand Prix Adria Mobil
2ª tappa Rhône-Alpes Isère Tour (Aéroport Saint-Exupéry > Saint-Bonnet-de-Mure)
2ª tappa Flèche du Sud (Rumelange > Rumelange)
4ª tappa Szlakiem Walk Majora Hubala (Radoszyce > Końskie)
2ª tappa Oberösterreichrundfahrt (Pelmberg > Ried im Innkreis)
4ª tappa Czech Cycling Tour (Olomouc > Dolany)
- 2021 (Team Vorarlberg Santic, una vittoria)

1ª tappa Istrian Spring Trophy (Fontane > Parenzo)
- 2022 (Maloja Pushbikers, una vittoria)

2ª tappa Belgrado-Banja Luka (Obrenovac > Bijeljina)
- 2023 (Maloja Pushbikers, sei vittorie)

3ª tappa Belgrado-Banja Luka (Doboj > Prijedor)
1ª tappa Tour of Estonia (Tallinn > Tartu)
1ª tappa, 1ª semitappa Tour de Bulgarie (Sofia > Pirdop)
1ª tappa In the footsteps of the Romans (Banya > Razlog)
2ª tappa In the footsteps of the Romans (Banya > Razlog)
Classifica generale In the footsteps of the Romans

### Altri successi
- 2011 (Trevigiani Dynamon Bottoli)

Prologo Giro delle Pesche (Imola, cronosquadre)
- 2016 (GM Europa Ovini)

Classifica a punti Tour de Serbie
- 2017 (Tirol Cycling Team)

Classifica a punti Flèche du Sud
- 2018 (Team Felbermayr Simplon Wels)

Red Hook Crit Milano
King of the Lake (Cronosquadre)
- 2020 (Team Felbermayr Simplon Wels)

Braunau

### Pista
- 2007

Campionati italiani, Inseguimento a squadre Juniores (con Elia Viviani, Mario Sgrinzato e Mirko Tedeschi)
- 2011

Campionati italiani, Inseguimento a squadre (con Omar Bertazzo, Alessandro De Marchi e Giairo Ermeti)

## Piazzamenti

### Classiche monumento
- Milano-Sanremo

2013: ritirato
2014: ritirato
- Giro delle Fiandre

2019: ritirato
- Parigi-Roubaix

2019: 99°

### Competizioni mondiali
- Campionati del mondo

Copenaghen 2011 - In linea Under-23: 6º
Innsbruck 2018 - Cronometro a squadre: 16º